# Hunslet
Hunslet är en stadsdel i Leeds, i unparished area Leeds, i distriktet Leeds, i grevskapet West Yorkshire, England, Storbritannien. Här fanns tidigare en omfattande industriell verksamhet, men området har numera en hög arbetslöshet. Stor arbetsgivare var verkstadsföretaget Hudswell, Clarke & Co som bland annat producerade lokomotiv och gruvutrustning. Hunslet var en civil parish 1866–1925 när blev den en del av Leeds. Civil parish hade 71 626 invånare år 1921. Byn nämndes i Domedagsboken (Domesday Book) år 1086, och kallades då Hunslet.